# 犯罪利用預金口座等に係る資金による被害回復分配金の支払等に関する法律
犯罪利用預金口座等に係る資金による被害回復分配金の支払等に関する法律（はんざいりようよきんこうざとうにかかるしきんによる ひがいかいふくぶんぱいきんのしはらいとうに かんするほうりつ、平成19年12月21日法律第133号）は、いわゆる振り込め詐欺（特殊詐欺）の被害回復に関する日本の法律である。通称は「振り込め詐欺被害者救済法」「振り込め詐欺救済法」。
2007年12月14日制定、12月21日公布、2008年6月21日施行。2008年7月16日、本法5条に基づく公告が初めてなされた。

## 所管官庁
本法第39条および第40条において、次の各省庁の共管と定められている。なお金融庁は、内閣総理大臣および内閣府からの委任により、本法律の執行業務を取りまとめる。
- 金融庁総合政策局総合政策課
- 財務省大臣官房信用機構課 - 預金保険機構を所掌
- 厚生労働省雇用環境・均等局勤労者生活課 - 労働金庫を所掌
- 農林水産省経営局金融調整課 - JAバンク・JFマリンバンクを所掌
- 経済産業省経済産業政策局産業資金課 - 商工組合中央金庫を所掌

法務省人権擁護局調査救済課、警察庁サイバー警察局サイバー捜査課など他省庁と連携して執行にあたる。

## 概要
本法の目的は、いわゆる振り込め詐欺による被害者の財産的被害の迅速な回復にあり、本法は、そのための分配金支払いの手続きを定める（1条）。
口座凍結等
銀行等の金融機関（2条1項各号）は、預金口座につき、犯罪利用預金口座である疑いがあると認めるときは、取引の停止等の措置をし、さらに資金を移転する目的で利用された疑いがある他の金融機関の預金口座があると認めるときは、当該他の金融機関に対し情報提供する（3条）。
債権消滅手続
預金保険機構は、金融機関が犯罪利用預金口座等であると疑うに足りる相当な理由があると認める口座についての公告の求め（4条1項）があったときは、その口座の金融機関、支店、種別、及び口座番号、名義人名並びに権利行使届出期間を公告する（5条1項）。権利行使届出期間は、60日以上とする（同条2項）。
上記権利行使届出期間内に届出がなく、かつ金融機関からの犯罪利用預金口座でないことが明らかになった旨の通知（6条2項）もない場合は、その口座の預金債権は消滅し、預金保険機構はその旨を公告する（7条）。
分配金の支払い
金融機関は、上記債権消滅した口座の額に相当する額の金銭につき、その口座を利用してされた振り込め詐欺の被害者に対し、被害回復分配金を支払う（8条1項）。この支払いを受けるためには、その金融機関に対し、被害者であることを示す事実や被害額などを、申請しなければならない（12条1項）。

## 構成
- 1章 総則 (1・2条)
- 2章 預金口座等に係る取引の停止等の措置 (3条)
- 3章 預金等に係る債権の消滅手続 (4 - 7条)
- 4章 被害回復分配金の支払手続
  - 1節 通則 (8・9条)
  - 2節 手続の開始等 (10・11条)
  - 3節 支払の申請及び決定等 (12 - 15条)
  - 4節 支払の実施等 (16・17条)
  - 5節 手続の終了等 (18 - 25条)
- 5章 預金保険機構の業務の特例等 (26 - 30条)
- 6章 雑則 (31 - 42条)
- 7章 罰則 (43 - 45条)
- 附則